# Edmund Drechsel

Edmund Drechsel

Ferdinand Heinrich Edmund Drechsel (* 3. September 1843 in Leipzig; † 22. September 1897 in Neapel) war ein physiologischer Chemiker. Er gehörte zu den wichtigsten Vertretern der älteren Biochemie.

## Leben
Edmund Drechsel wurde 1843 als Sohn des aus dem Erzgebirge stammenden Advokaten und Notars Carl Ferdinand Drechsel in Leipzig geboren. Er besuchte ab 1849 die Hartmeyer'sche Privatschule und von 1855 bis 1861 die humanistische Thomasschule zu Leipzig.
Nach dem Abitur studierte er Naturwissenschaften, insbesondere Chemie, bei Otto Linné Erdmann an der Universität Leipzig und bei Hermann Kolbe an der Philipps-Universität Marburg. Im Sommer 1861 wurde er Mitglied der Leipziger Universitäts-Sängerschaft zu St. Pauli (heute Deutsche Sängerschaft). 1864 wurde er in Leipzig zum Dr. phil. promoviert. Im Anschluss war er Assistent bei Jacob Volhard an der Ludwig-Maximilians-Universität München und ab 1865 bei Hermann Kolbe in Leipzig. 1868 begann er seine Arbeit in den Blei- und Silberhütten Gustave Dumont et frères in Sclaigneaux, Belgien. Von 1870 bis 1872 war er Assistent von Theodor Scheerer an der Bergakademie Freiberg.
1872 wurde er Assistent von Carl Ludwig und Leiter der chemischen Abteilung des physiologischen Institutes der Universität Leipzig. 1875 habilitierte er sich an der Philosophischen Fakultät mit der Arbeit Beiträge zur Kenntnis des Cyanimids und wurde Privatdozent. 1878 wurde er außerordentlicher Professor für physiologische Chemie an der Medizinischen Fakultät der Universität Leipzig.
Von 1892 bis 1897 war er als Nachfolger von Marcel Nencki ordentlicher Professor für physiologische und pathologische Chemie sowie Pharmakologie an der Universität Bern. 1897 hielt er sich zu Studienzwecken in der Zoologische Station Neapel auf, wo er am 22. September verstarb.

## Wissenschaft
Drechsel leistete wichtige Beiträge zur physiologischen und physikalischen Chemie.
Er gilt als Förderer der Eiweißchemie (u. a. Entdeckung der Aminosäure Lysin). Er führte Laborexperimente zu Proteinen durch und formulierte eine Theorie der Harnstoffbildung aus Eiweißkörpern über Carbaminsäure. Drechsel war Entdecker der Wechselstrom-Elektrosynthese und beschrieb die beobachteten Redoxreaktionen an den Elektroden. Er untersuchte die Glycolsäure, die Reduktion der Kohlensäure zu Oxalsäure und widmete sich der Chemie der Leber. Nach ihm und Walther Borsche ist die Borsche-Drechsel-Cyclisierung benannt.
Folgende Laborgeräte und chemische Instrumente tragen seinen Namen:
- Drechsel'sche Waschflasche
- Drechsel'sche Extractionsapparat
- Drechsel'sche Scheidetrichter

## Auszeichnungen
- 1882: Ehrendoktorwürde (Dr. med. h. c.) der Medizinischen Fakultät der Universität Leipzig
- 1885: Außerordentliches Mitglied der Mathematisch-naturwissenschaftliche Klasse der Sächsischen Akademie der Wissenschaften
- 1888: Mitglied der Deutschen Akademie der Naturforscher Leopoldina
- 1897: Mitglied der Schweizer Naturforschenden Gesellschaft

## Schriften (Auswahl)
- Ueber die Oxydation von Glycocoll, Leucin und Tyrosin, sowie über das Vorkommen der Carbaminsäure im Blute, in: Journal für Praktische Chemie 12 (1875), S. 417–426. doi:10.1002/prac.18750120127
- Beiträge zur Kenntniss des Cyanamids, in: Journal für Praktische Chemie 11 (1875), S. 284–353. doi:10.1002/prac.18750110125
- Ueber die Ausfällung des Kalks durch kohlensaure Alkalien, in: Journal für Praktische Chemie 16 (1877), S. 169–180. doi:10.1002/prac.18770160111
- Ueber die Bildung des Harnstoffs im thierischen Organismus, in: Journal für Praktische Chemie 22 (1880), S. 476–488. doi:10.1002/prac.18800220140
- Erster Theil. Chemie der Absonderungen und der Gewebe, in: Ludimar Hermann: Handbuch der Physiologie, Band 5 (Handbuch der Physiologie der Absonderung und Aufsaugung), F.C.W. Vogel, Leipzig 1883, S. 447–624.
- Elektrolysen und Elektrosynthesen, in: Journal für Praktische Chemie 29 (1884), S. 229–252. doi:10.1002/prac.18840290122
- Ueber die Elektrolyse der normalen Capronsäure mit Wechselströmen, in: Journal für Praktische Chemie 34 (1886), S. 135–151. doi:10.1002/prac.18860340118
- Ueber Elektrolyse des Phenols mit Wechselströmen, in: Journal für Praktische Chemie 38 (1888), S. 65–74. doi:10.1002/prac.18880380105
- Beiträge zur Kenntniss des Stoffwechsels, in: Archiv für Physiologie (1891), S. 236–247.
- Der Abbau der Eiweissstoffe, in: Archiv für Physiologie (1891), S. 248–278.
- Ueber die Reduction alkalischer Kupferlösungen durch Eiweisskörper, in: Zeitschrift für Physiologische Chemie 21 (1895), S. 68–70.